# Schillerstraße 73 (Mönchengladbach)

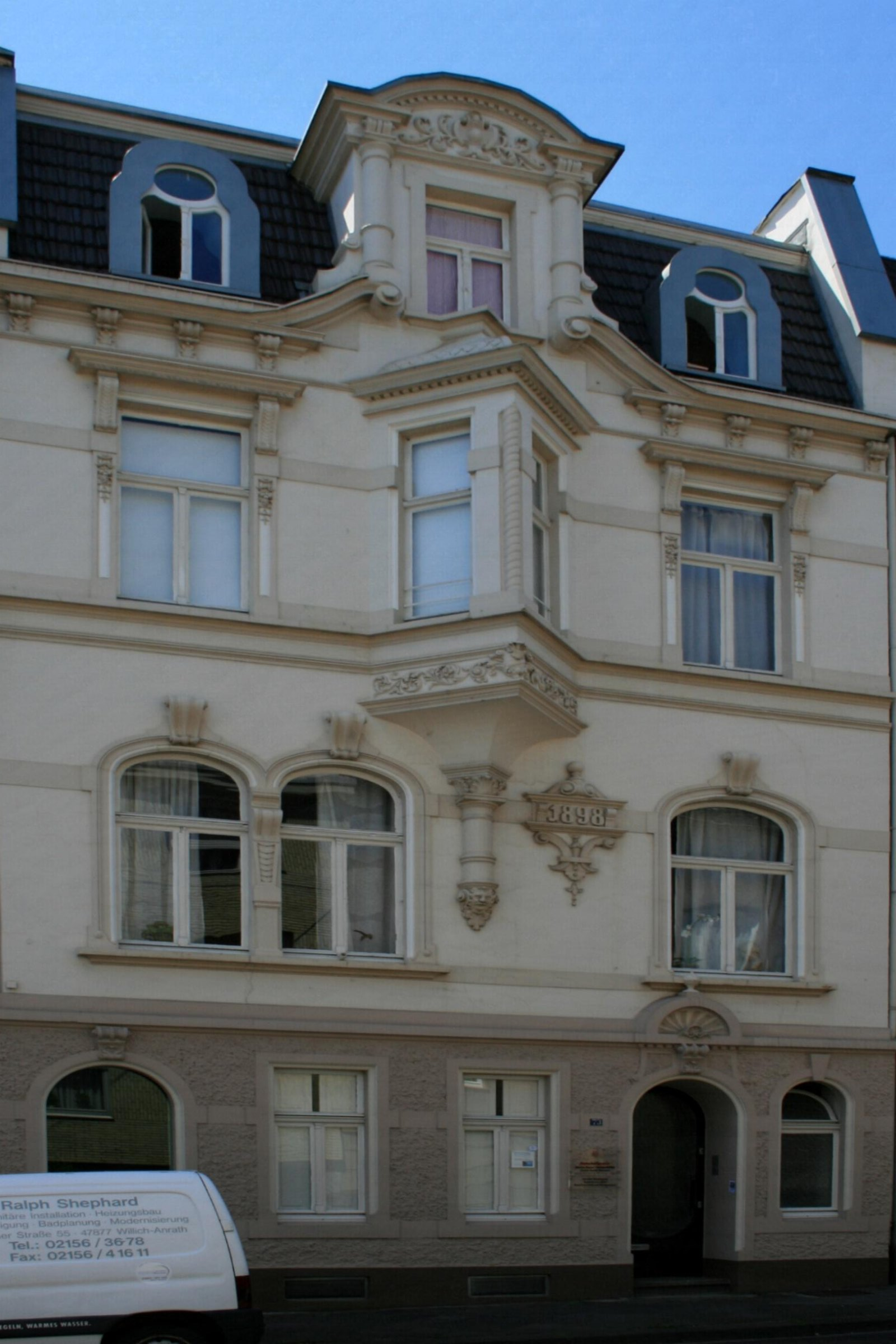
Wohnhaus (2010)

Das Wohnhaus Schillerstraße 73 steht im Stadtteil Gladbach in Mönchengladbach (Nordrhein-Westfalen).
Das Gebäude wurde um 1900 erbaut und unter Nr. Sch 045 am 7. August 1990 in die Denkmalliste der Stadt Mönchengladbach eingetragen.

## Lage
Das Objekt liegt in historischen Stadterweiterungsgebiet zwischen Altstadt und Eicken in der Schillerstraße als Querverbindung zwischen Hohenzollern- und Hindenburgstraße. 

## Architektur
Das Haus Schillerstraße 73 bildet zusammen mit den Häusern Nr. 75, 77, 79, 81, 83 und 85 ein geschlossenes Ensemble.
Es handelt sich um ein in den Fensterachsen unregelmäßiges, dreiachsiges, traufenständiges Mansarddachhaus aus dem Jahre 1898.
Das Objekt ist aus städtebaulichen und architektonischen Gründen unbedingt schützenswert.